# Большое Баландино
Большо́е Бала́ндино — село в Сосновском районе Челябинской области. Входит в состав Долгодеревенского сельского поселения.

## География
Ближайшие населённые пункты: деревня Прохоро́во и посёлок Полянный. 
Через Большое Баландино протекает река Миасс.
Неподалёку от села есть два заброшенных мраморных карьера, ныне затопленных, мрамор из которых использовался при строительстве московского метро.

## Население
| 2002 | 2010 |
| ---- | ---- |
| 834  | ↘811 |

По данным Всероссийской переписи, в 2010 году численность населения посёлка составляла 811 человек (390 мужчин и 421 женщина).

## Улицы
Уличная сеть села состоит из 17 улиц и переулков.